# 니시 히로토
니시 히로토 (西 洸人, 1997년6월 1일- )는 일본의 아이돌 . 남성 아이돌 그룹 INI의 멤버. 가고시마현 출신. LAPONE 엔터테인먼트 소속.

## 약력

### hiroto로
- 「Dance Expo Tokyo 2015」준우승, 「World of dance Japan 2016」 우승, 「VIBE dance competition 2016」칸토 우승 등 수많은 댄스 콩쿠르에서 타이틀을 획득
- 지금까지 샤이니의 태민 과 미우라 다이치 , 짱 미나 등 유명 아티스트의 백댄서 로 활동하고 있었다
- 특히 찬미나의 백댄서로서도 활약. 제대로 된 "댄서 소개를 하면 비명이 오르거나 한다" 정도의 인기가 있었다
- 2019년 12월부터 9인조 댄스스크루 「THE GREAT GATSBY」에 소속해, 리더를 맡았다
- 2020년, 찬미나의 백댄서인 MiQael, BELL, KAN과 함께 「Neighbor House」라는 온라인 살롱을 개시

### 2021년
- GYAO! ( TBS 계열 )에서 방송·전송된 서바이벌 오디션 프로그램 『PRODUCE 101 JAPAN SEASON2』에 참가6월 13일에 방송된 최종회에서는, 국민 프로듀서의 투표(25만9628표를 획득)에 의해 최종 순위 6위가 되어, 동 프로그램으로부터 탄생한 「INI」의 멤버로 선택되었다
- 11월 3일, INI로서의 데뷔 싱글이 발매

## 참가곡

### PRODUCE 101 JAPAN SEASON2
- Let Me Fly~그 미래에~
- Goosebumps - 야치멘 새 명의
- ONE
- One Day

## 작사
오디션 내의 포지션 배틀에서 랩 포지션을 선택해, 자작의 랩을 작성, 피로 [17] . INI로 데뷔 후 멤버들과 함께 작사한 랩곡을 발매하고 있다

### PRODUCE 101 JAPAN SEASON2
- Nobody Else (cover)（2021년 5월 13일）

### INI
- How are you（2021년 12월 26일）- Single 디지털 릴리

## 출연

### TV 프로그램
- PRODUCE 101 JAPAN SEASON2 (2021년, GYAO! · TBS 계열 )
- 가고시마에서 세계로! INI 『니시모토』 SP(2021년 12월 25일, KKB 가고시마 방송 ) [20]

### 뮤직 비디오
- KEYTALK 'Love me'(2016년 11월) - 댄서
- 찬미나 「 FXXKER」(2017년 2월) - 댄서
- 찬미나 「FRIEND ZONE」(2017년 10월) - 댄서
- XOX「PINKY BABY」(2017년 11월) - 댄서
- 찬미나 「CHOCOLATE」(2017년 11월)
- sumika「페르소나 프롬나드」(2018년 4월) - 댄서
- 나오토 인티라이미「히비스커스」(2018년 7월)
- E-Girls「Perfect World」(2018년 9월)
- 태민 'Famous'(2019년 7월)
- 찬미나 「2nd Full Album "Never Grow Up" 메들리 동영상"(2019년 8월) - 댄서
- maco marets 「dynamo」(2020년 2월)
- 찬미나 「Angel」(2020년 7월)

### 라이브 투어
- TRITOPS LIVE (2018년) - 백댄서
- 찬미나 원맨 라이브 「THE PRINCESS PROJECT 2」(2018년 10월 14일, Zeep Divercity ) - 백댄서
- 미우라 다이치「제69회 NHK 홍백가합전」(2018년 12월 31일, NHK홀 ) - 백댄서
- 찬미나 「THE PRINCESS PROJECT 3」(2019년, 히가시자카 zepp 투어) - 백댄서
- 태민 'TAEMIN ARENA TOUR 2019 Xtm' (2019년 6월 8일 - 8월 12일) - 투어 댄서
- SMTOWN LIVE 2019 IN TOKYO (2019년 8월 3일 - 5일, 도쿄 돔 ) - 태민 백댄서
- 미우라 다이치 「뮤직 스테이션 울트라 SUPERLIVE」(2019년 12월 27일) - 백댄서
- 경산 미라이 LIVE (2020년) - 백댄서

## 안무

### 아티스트
- 찬미나
  - Fxxker(2017년)
  - 원더랜드(2017년)
  - To Haters (2017년)
  - Friend Zone (2017년)
- 쟈니스 WEST
  - 프린시펄의 너에게 (2018년) - 안무 어시스턴트
- INI
  - KILLING PART (2021년)- 기무라 시야 와 공작 [21]

### 라이브
- 찬미나 원맨 라이브 「THE PRINCESS PROJECT 2」(2018년) - 안무

### 상업
- 오리코 카드 (2018년) - CM 안무 어시스턴트
- au (2018년) - CM 안무 어시스턴트